# Hermann Josef Sieben
Hermann Josef Sieben SJ (* 1934 in Boppard) ist ein deutscher römisch-katholischer Theologe.

## Leben und Wirken
Hermann Josef Sieben wuchs in Mainz-Gonsenheim auf und trat 1953 in die Gesellschaft Jesu ein. Nach dem Noviziat absolvierte er 1955 humanistische Studien in Tisis. Dann studierte er Philosophie (1956–1959) in Pullach und Theologie (1962–1966) in Lyon-Fourvière. 1965 wurde er in München zum Priester geweiht. Er promovierte in Paris 1968 am Institut Catholique bei Jean Daniélou SJ und erreichte die Habilitation an der Philosophisch-Theologischen Hochschule Sankt Georgen 1973. An derselben Hochschule lehrte er als Dozent und Professor für Dogmen- und Konziliengeschichte, Patrologie von 1970 bis 2002. Seit 2002 ist er als Professor emeritiert. Über mehrere Jahrzehnte hinweg, 1977 bis 2003, hatte er die Schriftleitung der Zeitschrift Theologie und Philosophie inne. In Anerkennung seiner wissenschaftlichen Leistungen erhielt er 2015 die Ehrendoktorwürde der Päpstlichen Universität Comillas in Madrid.
Schwerpunkte seiner Forschung waren die Geschichte und theologische Idee der Konzilien sowie die Theologie der Kirchenväter und deren Verständnis der Heiligen Schrift. Vor allem untersuchte er den lateinischen Kirchenvater Augustinus von Hippo. Nach seiner Emeritierung als Professor widmete er sich verstärkt der Übersetzung von theologischen Quellen, die er zum Beispiel in den Fontes Christiani veröffentlichte. Bereits während seiner Studienzeit in Frankreich bahnten sich Kontakte an, die zu seiner langjährigen redaktionellen Mitarbeit am französischen Dictionnaire de spiritualité (1971–1991) führten. Einzelne wichtige Artikel dieses Lexikons übersetzte Sieben später in der Reihe Bibliotheca spiritualis ins Deutsche.